# Marien
Marien.- pleme američkih Indijanaca koje je obitavalo u istoimenoj provinciji, i vjerojatno govorilo jezikom Arawaka. Peter Martyr drži ih dijelom Bainoa, Swanton, naprotiv za samostalno pleme. Područje Mariena nalazilo se u sadašnjoj Dominikanskoj Republici i sjevernoj obali Haitija od Isabelle do prolaza Windward Passage. O lokalnim grupama nije ništa poznato. 
Kasik (cacique) Guacanagari, jedan od pet s otoka Haiti i vođa provincije Marien. Guacanagari je uz darove ljubazno primio Kolumba i u posljednjem mjesecu 1492. pozvao ga u svoju rezidenciju. Godine 1493. susjedni kasik (Caonabo) sa svojim Macorixes Indijancima napao je utvrdu La Navidad i masakrirao garnizon. Guacanagari je pomogao Španjolcima u obrani, ali mu je zbog toga spaljeno selo. Kada se Kolumbo vratio na svom drugom putovanju Guacanagari odbija sudjelovati u Caonabovom planu 1494. uništenja stranih došljaka, pa navlači na sebe gnjev ostalih kasika. On izvještava Kolumba o tajnom planu i pomaže mu u ekspediciji protiv Indijanaca u trećem mjesecu 1495. Navukavši na sebe mržnju svih otočnih kasika pobjegao je u planine gdje je i umro.

## Vanjske poveznice
- The Indian Tribes of North America
- Dominican Republic History
- Guacanagari